# Municipio de Cuautla (Morelos)
El municipio de Cuautla es uno de los 36 municipios en que se encuentra dividido el estado mexicano de Morelos. Su cabecera municipal es la ciudad homónima.

## Geografía

### Localización
El municipio de Cuautla se localiza en el noreste del estado de Morelos. Limita al norte con los municipios de Atlatlahucan y Yautepec; al sur con el de Ayala; al este con Yecapixtla; y al oeste con Yautepec.

### Extensión
El municipio tiene una extensión territorial de 121.9 km²,lo que representa el 2.5% del territorio total del Estado de Morelos.

### Orografía
Dentro del territorio municipal, se presentan tres formas características del relieve: principalmente se encuentran las zonas planas, que abarcan aproximadamente el 61 % del territorio; el 32 % del municipio le corresponde a las zonas seminales; y el 7 % le corresponde a zonas accidentadas.
Las principales elevaciones del municipio son: el cerro de Calderón y el cerro del Hospital, el cual separa los valles de Cuautla y Yautepec.

### Hidrografía
La hidrografía se conforma principalmente por el río Cuautla, el cual es una subcuenca intermedia del río Amacuzac, el cual es también parte de una de las dos cuencas de las regiones hidrológicas del río Balsas.

### Clima
El clima predominante en la mayor parte del municipio de Cuautla es el cálido subhúmedo con lluvias en verano (Aw), que abarca el 97,93 % de la superficie municipal; mientras que el semicálido subhúmedo con lluvias en verano ocupa el 2,07 % del municipio.

## Demografía
De acuerdo con el Censo de Población y Vivienda realizado en 2020 por el Instituto Nacional de Estadística y Geografía (INEGI), en el municipio de Cuautla había un total de 187 118 habitantes, de los que 97 335 (52 %) eran mujeres y 89 783 (48 %) eran hombres. En el mismo censo también se registró un total de 52 369 viviendas.
El grado promedio de escolaridad de personas de 15 y más años fue de 10,0 años.

### Localidades
En el censo de 2020 el municipio de Cuautla contaba con 64 localidades.
| Código INEGI      | Localidad                                     | Población (2020) |
| ----------------- | --------------------------------------------- | ---------------- |
| 170060001         | Cuautla                                       | 157 336          |
| 170060032         | Peña Flores                                   | 4 448            |
| 170060078         | Tierra Larga                                  | 2 589            |
| 170060014         | Exhacienda el Hospital                        | 2 388            |
| 170060040         | Narciso Mendoza                               | 1 988            |
| 170060021         | Puxtla                                        | 1 901            |
| 170060111         | Ampliación Narciso Mendoza                    | 1 180            |
| 170060051         | Diecinueve de febrero de mil ochocientos doce | 1 149            |
| 170060047         | Tres de Mayo                                  | 1 078            |
| 170060003         | Calderón                                      | 1 050            |
| Otras localidades | Otras localidades                             | 12 011           |
| Total municipal   | Total municipal                               | 187 118          |

## Política y gobierno

### Municipio
El gobierno del municipio está conformado por un ayuntamiento, el cual está integrado por el presidente municipal, un síndico procurador, seis regidores (cuatro regidores de mayoría relativa y dos regidores de representación proporcional); en tanto que los cargos son electos mediante una planilla para un periodo de tres años renovables solamente para un periodo inmediato. Actualmente el municipio es gobernado por el Partido Acción Nacional (PAN) luego de haber triunfado en las elecciones estatales de 2024.

### Representación legislativa
El municipio está representado por diputados locales (al Congreso de Morelos) y federales (para efectos de la Cámada de Diputados). El municipio de Cuautla pertenece a los siguientes distritos electorales locales y federales:
Local:
- Distrito Electoral Local 7 de Morelos, con cabecera en la ciudad de Cuautla.

Federal:
- Distrito Electoral Federal 3 de Morelos, con cabecera en la ciudad de Cuautla.

### Cronología de presidentes municipales
| Periodo   | Presidente                        |
| 1911-1912 | Teófanes Jiménez                  |
| 1913      | Cruz Vázquez                      |
| 1913      | Teófanes Jiménez                  |
| 1913      | Sixto Ceballos                    |
| 1913      | Ángel Díaz                        |
| 1913-1914 | Sixto Ceballos                    |
| 1914-1915 | Everardo Espinoza                 |
| 1915      | Julián Sosa                       |
| 1915      | Everardo Espinoza                 |
| 1915      | Pascual Jaramillo                 |
| 1915      | Jesús Hernández                   |
| 1915      | Nicolás Morales                   |
| 1916      | Carlos Escobar                    |
| 1916      | Agustín Palacios                  |
| 1916      | Agustín Armando Espíndola         |
| 1916      | Francisco Reygados                |
| 1916-1917 | Francisco Tenorio                 |
| 1917      | Salvador Romero                   |
| 1917      | Néstor Mendoza                    |
| 1917-1918 | Julián Sosa                       |
| 1918      | Luciano Tamayo                    |
| 1918      | Felipe León                       |
| 1918      | Longino Tamayo                    |
| 1918      | Jesús Franco                      |
| 1918-1919 | Felipe León                       |
| 1919-1922 | Pedro Nervaez                     |
| 1922-1922 | Joaquín Alanís                    |
| 1923-1924 | Antonio Pliego                    |
| 1924      | Felipe Amaro                      |
| 1924-1925 | Pedro Nerváez                     |
| 1925      | Pedro Albear                      |
| 1925      | Nemecio Torres                    |
| 1926      | Antonio Pliego                    |
| 1926-1927 | Manuel Abundez                    |
| 1927      | Manuel Contreras                  |
| 1927-1928 | Felipe Contreras                  |
| 1928      | Antonio Pliego Quintero           |
| 1929      | Refugio Bustamante                |
| 1930      | Abelardo Flores                   |
| 1931-1932 | Antonio Pliego Quintero           |
| 1932      | Francisco Hernández               |
| 1933-1934 | Manuel Abundez                    |
| 1934      | Gil Rodríguez Montero             |
| 1935-1936 | José Isabel Bustamante            |
| 1937      | Nicolás Zapata                    |
| 1938      | Antonio Pliego Quintero           |
| 1939-1940 | Alejandro Perdómo                 |
| 1940      | Eulalio Morales                   |
| 1940      | Alejandro Perdómo                 |
| 1941-1942 | Benjamin López                    |
| 1942-1944 | Mauro Belaunzarán Tapia           |
| 1945      | Torcuato Gutiérrez                |
| 1945-1946 | Higinio Peña                      |
| 1947-1948 | Fausto González Hernández         |
| 1949-1950 | Othón Menchaca                    |
| 1950      | Antonio Pliego Noyola             |
| 1951-1952 | Manuel Llera Plascencia           |
| 1953-1954 | Amado Torres Guerrero             |
| 1954      | Leobardo Alanís                   |
| 1955-1957 | José Guadalupe Reynoso            |
| 1958-1960 | Antonio Nava Zavala               |
| 1961-1963 | Fernando Estrada Sánchez          |
| 1964-1967 | Rodolfo Abúndez Fandiño           |
| 1968-1971 | Antonio Pliego Noyola             |
| 1971-1973 | Ángel Torres Escalante            |
| 1973-1976 | Ignacio Guerra Tejeda             |
| 1976-1979 | Raymundo Llera Peña               |
| 1979      | Rodolfo Abundez Fandiño           |
| 1981-1985 | Alfonso Cerqueda Martínez         |
| 1985      | Luis Miguel Andreu Acosta         |
| 1985-1987 | Martín Garduño Amaga              |
| 1987-1988 | Martín Crisóforo Martínez Nájera  |
| 1988      | José Guadalupe Vique Marín        |
| 1988-1991 | Adolfo Ávila Piñarrieta           |
| 1991-1994 | Felix Javier Malpica Marines      |
| 1994-1997 | Tadeo Espinosa Díaz               |
| 1997-2000 | Francisco Tomás Rodríguez Montero |
| 2000-2003 | Neftalí Tajonar Salazar           |
| 2003-2006 | Arturo Damián Cruz Mendoza        |
| 2006-2009 | Sergio Rodrigo Valdespin Pérez    |
| 2009-2012 | Luis Felipe Xavier Güemes Ríos    |
| 2013-2015 | Jesús González Otero              |
| 2016-2018 | Raúl Tadeo Nava                   |
| 2019-2021 | Jesús Corona Damián               |
| 2022-2024 | Rodrigo Luis Arredondo López      |
| 2025-2027 | Jesús Corona Damián               |

- Fuente:[13]